# Municipio de Woodside (Illinois)
El municipio de Woodside (en inglés: Woodside Township) es un municipio ubicado en el condado de Sangamon en el estado estadounidense de Illinois. En el año 2010 tenía una población de 11447 habitantes y una densidad poblacional de 349,52 personas por km².

## Geografía
El municipio de Woodside se encuentra ubicado en las coordenadas 39°43′52″N 89°40′1″O / 39.73111, -89.66694. Según la Oficina del Censo de los Estados Unidos, el municipio tiene una superficie total de 32.75 km², de la cual 32.74 km² corresponden a tierra firme y (0.04%) 0.01 km² es agua.

## Demografía
Según el censo de 2010, había 11447 personas residiendo en el municipio de Woodside. La densidad de población era de 349,52 hab./km². De los 11447 habitantes, el municipio de Woodside estaba compuesto por el 89.65% blancos, el 5.78% eran afroamericanos, el 0.28% eran amerindios, el 1.23% eran asiáticos, el 0.02% eran isleños del Pacífico, el 0.7% eran de otras razas y el 2.34% pertenecían a dos o más razas. Del total de la población el 2.09% eran hispanos o latinos de cualquier raza.